# Viviers (Ardèche)
Viviers è un comune francese di 3 961 abitanti situato nel dipartimento dell'Ardèche della regione dell'Alvernia-Rodano-Alpi.

## Monumenti e luoghi d'interesse
- Cattedrale di Viviers

## Società

### Evoluzione demografica
Abitanti censiti